# Есипок, Владимир Николаевич
Владимир Николаевич Есипок  (род. 26 декабря 1950 года, Полтава) — украинский певец — бандурист (бас). Заслуженный артист Украинской ССР (1989). Народный артист Украины (2006), профессор кафедры бандуры и кобзарского искусства Киевского национального университета культуры и искусства, председатель Национального союза кобзарей Украины.

## Биография
Владимир Николаевич Есипок родился 26 декабря 1950 года в городе Полтава. Первые навыки игры на бандуре получил от отца, Николая Макаровича Есипока.
В 1957—1966 годах учился в музыкальной школе (первая учительница — Мария Никифоровна Ивашенко). В 1966—1970 годах продолжил обучение в Полтавском музыкальном училище имени Н. В. Лысенко, которое окончил по классу бандуры и сольного пения. В 1975 году окончил Киевскую консерваторию (ныне Национальная музыкальная академия Украины имени П. И. Чайковского) по специальности «бандурист — концертный исполнитель» (класс бандуры профессора Сергея Васильевича Бахчи).
С 1976 года — солист Государственного оркестра народных инструментов Украины. За 25 лет работы в оркестре создал несколько концертных программ — вокальные произведения в сопровождении оркестра и собственном сопровождении на бандуре. На украинском радио выполнил 26 фондовых записей Среди них: романсы, песни, инструментальная музыка. В 1977 году стал победителем республиканского конкурса исполнителей на народных инструментах.
Владимир Николаевич Есипок был одним из основателей и инициаторов создания Всеукраинского союза кобзарей, с 2000 года он исполняет обязанности председателя этой организации.
Профессор, преподаватель единственной в Украине кафедры кобзарского искусства и бандуры в Киевском национальном университете культуры и искусства. Народный артист Украины, председатель правления Национального союза кобзарей.

## Работы
Владимир Николаевич Есипок является редактором и составителем серии из пяти сборников репертуара бандуриста — «Эй, ударьте в струны, кобзари».

## Аудио записи
- «Ще не вмерла Україна» (фирма Аудио-Украина, 1991);
- Фильм-концерт «Гей, літа орел» (студия Укртелефильм, 1993).

## Репертуар
- «Дума про козака Голоту»;
- «Дума про казака-бандуриста»;
- «Гей, літа орел»;
- «Казак Мамай»;
- «Віє вітер»;
- «Гей, літа орел»;
- «Коли б я був Полтавський соцький»;
- «Кровь людская — не водица» (музыка Платона Майбороды, слова А. Никоненко);
- «Зацвела в долине красная калина» (музыка Якова Степного, слова Тараса Шевченко);
- Фантазия «Гомін степів» (музыка Григория Китастого).

## Награды и звания
- Народный артист Украины (2006)
- Заслуженный артист Украинской ССР (1989)